# Scipione Pannocchieschi d’Elci

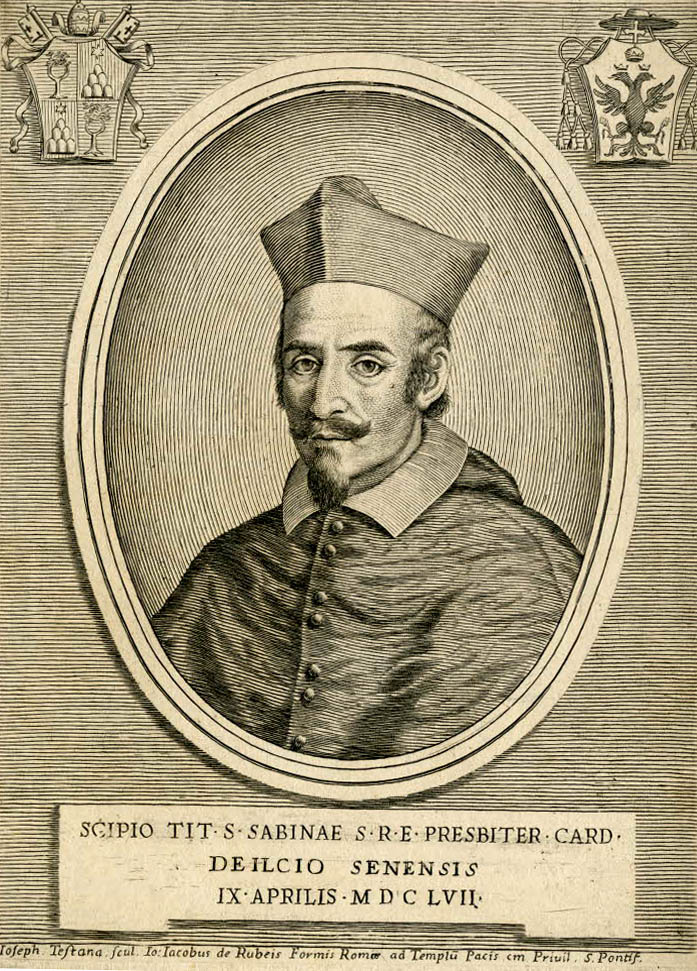
Scipione Kardinal Pannocchieschi d’Elci (Stich von Giuseppe Maria Testana, um 1665)

Scipione Pannocchieschi d’Elci (* 28. Juni 1598 in Siena; † 12. April 1670 in Rom) war ein italienischer Erzbischof und Kardinal der Römischen Kirche.

## Biografie

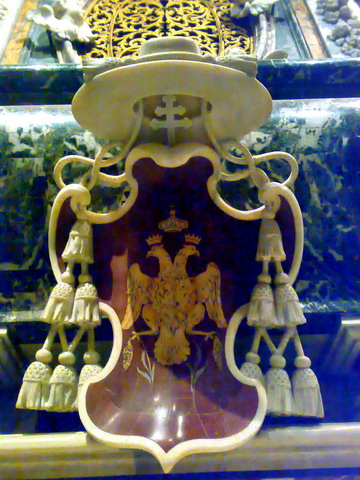
Kardinalswappen

Er wurde um 1598 in Siena als Sohn des Grafen Orso d’Elci und der Lucrezia di Scipione Bulgarini geboren. Seine Priesterweihe erfolge am 3. Mai 1629. Am 28. Juli 1631 wurde er zum Bischof von Pienza ernannt und behielt dieses Amt, bis er am 3. März 1636 Erzbischof von Pisa wurde. Unter Papst Innozenz X. war er Apostolischer Nuntius der Republik Venedig und unter Papst Alexander VII. bei Kaiser Ferdinand III. Später wurde er Gouverneur der Gesandtschaft von Urbino. Von 1646 bis 1658 war er Apostolischer Nuntius in Österreich.
Am 9. April 1657 wurde er von Papst Alexander VII. zum Kardinal in pectore erhoben, was gut ein Jahr später veröffentlicht wurde. Im Jahre 1663 trat er als Erzbischof von Pisa zurück und zog nach Rom. Er feierte zwei pisanische Synoden, 1639 und 1659, und nahm an zwei Konklaven teil, 1667 und 1669–1670. Vom 6. Mai 1658 bis zu seinem Tod am 12. April 1670 war er Kardinalpriester von Santa Sabina. Der Kardinal ist im Dom von Pisa, in der Kapelle des Allerheiligsten Sakraments, begraben.